# Brian Poole
Brian Poole (Barking (Londen), 3 november 1941) is een Engelse zanger. Hij was tot eind 1965 de voorman van de popgroep Brian Poole and The Tremeloes.

## Carrière tot 1966
Brian Poole, Alan Blakley (gitaar) en Alan Howard (basgitaar) kenden elkaar van de middelbare school, Park Modern Secondary School in Barking. In 1958 vormden zij een popgroep, The Tremeloes. Rick West (gitaar) en Dave Munden (drums) kwamen er later bij.
Ze traden al enkele jaren op, toen ze hun grote kans kregen met een auditie bij Decca op 1 januari 1962. Zij kregen een platencontract; The Beatles, die op dezelfde dag auditie deden, werden afgewezen. Een van de factoren bij de keus voor The Tremeloes was dat ze net als Decca hun basis hadden in Londen. Dat maakte de communicatie met hen wat makkelijker dan bij de in Liverpool gevestigde Beatles.
Op verzoek van Decca veranderden ze hun naam in Brian Poole and the Tremeloes. Veel popgroepen uit die tijd hadden een duidelijke voorman, zoals bijvoorbeeld Cliff Richard and The Shadows en Johnny Kidd and the Pirates.
De groep moest wachten tot 1963 voor hun single Twist and shout hun eerste hit werd met een vierde plaats in de UK Singles Chart. De groep had zich inmiddels aangepast aan de nieuwste muziekstijl, de Merseybeat, ironisch genoeg geïntroduceerd door The Beatles. Twist and shout was al een bekend nummer dankzij The Beatles, die het hadden opgenomen voor hun debuutalbum Please Please Me.
Hun volgende plaat, Do you love me, haalde de eerste plaats in de UK Singles Chart. Ook daarna kwam de groep nog een paar maal terug in de Britse hitparade, met als grootste successen Candy man en Someone, someone.
In de Verenigde Staten had de groep geen succes, in Nederland evenmin.
Eind 1965 besloot Brian Poole de groep te verlaten en een solocarrière te beginnen.

## Carrière vanaf 1966
De Britse muziekpers verwachtte dat Brian Poole een succesvolle solocarrière tegemoet ging, terwijl The Tremeloes in de vergetelheid zouden raken. Het omgekeerde gebeurde. De platen van Brian Poole deden niets, terwijl veel platen van The Tremeloes grote hits werden. Poole nam een paar soloplaten op en in 1969 twee platen met een groep genaamd The Seychelles.
Na enkele jaren stopte hij met zingen en nam hij de slagerij van zijn vader over. Hij gaf de muziekwereld echter niet helemaal op. In 1983 begon hij een eigen platenmerk, Outlook Records, dat echter maar een handjevol platen produceerde, waaronder een eigen versie van Do you love me met een groep genaamd Tramline.
In 1988 vormde hij een gelegenheidsformatie met Reg Presley van The Troggs, Mike Pender (ex-Searchers), Tony Crane van The Merseybeats en Clem Curtis (ex-Foundations). Ze noemden zich The Corporation of ook wel The Travelling Wrinklies, als antwoord op The Traveling Wilburys. Ze brachten één plaat uit: Ain't nothing but a houseparty, een oude hit van de Amerikaanse groep The Showstoppers uit 1967.
Sindsdien treedt hij regelmatig op in het nostalgiecircuit met zijn band The Electrix, samen met artiesten als Gerry Marsden, P.J. Proby, Peter Noone, The Searchers en The Fortunes. Hij heeft ook opgetreden met (de nieuwe bezetting van) zijn vroegere band The Tremeloes.

## Familie
Brian Poole is sinds 1968 getrouwd. Zijn dochters Shelly en Karen Poole traden in de jaren negentig en de vroege jaren 00 samen op als zangeressen onder de naam Alisha’s Attic. In het Verenigd Koninkrijk hadden ze een paar hits. Zowel Shelly als Karen heeft zich sindsdien toegelegd op het schrijven van liedjes. Karen heeft bijvoorbeeld meegeschreven aan Timebomb van Kylie Minogue.

## Discografie

### Brian Poole and the Tremeloes
Singles
- 1962: Twist little sister / Lost love
- 1962:	That ain’t right / Blue
- 1963: A very good year for girls / Meet me where we used to meet
- 1963: Keep on dancing / Run back home
- 1963: Twist and shout / We know (4 in de UK Singles Chart)
- 1963: Do you love me / Why can't you love me (1 in de UK Singles Chart)
- 1963: I can dance / Are you loving me at all (31 in de UK Singles Chart)
- 1964: Candy man / I wish I could dance (6 in de UK Singles Chart)
- 1964: Someone, someone / Till the end of time (2 in de UK Singles Chart)
- 1964: Twelve steps to love / Don't cry (32 in de UK Singles Chart)
- 1964: The three bells / Tell me how to care (17 in de UK Singles Chart)
- 1965: After a while / You know
- 1965: I want Candy / Love me baby (25 in de UK Singles Chart)
- 1965: Good lovin' / Could it be you

Ep's
- 1964: Brian Poole and The Tremeloes: Twenty miles / Come on in  / Swinging on a star / Yakety yak
- 1965: Time is on my side: Time is on my side / Sho' miss you, baby / It's all right / You don't own me

Lp's
- 1963: Big hits of '62[4]
- 1963: Twist and shout
- 1965: Brian Poole is here!
- 1965: It's about time

Verzamelalbums (selectie)
- 1998: The very best of Brian Poole & the Tremeloes
- 2013: Live at the BBC 1964-67[5]

### Brian Poole solo en met een groep
Singles
- 1966: Hey girl / Please be mine
- 1966: Everything I touch turns to tears / I need her tonight
- 1967: That reminds me baby / Tomorrow never comes
- 1967: Just how loud / The other side of the sky
- 1969: Send her to me / Pretty the city (met The Seychelles)
- 1969: What do women most desire / Treat her like a woman (met The Seychelles)
- 1975: Satisfied / Red leather
- 1983: Do you love me / Twist and shout (met Tramline)
- 1983: Someone, someone / Bye bye baby (met Black Cat)
- 1988: Ain't nothing but a houseparty (als lid van The Corporation)[3]

Albums
- 1985: The album (met Black Cat)
- 1987: Souvenir album (met The Electrix)
- 1992: Brian Poole of The Tremeloes
- 1993: Silence is golden (onder de naam ‘Brian Poole of The Tremeloes’, geproduceerd in Duitsland)
- 2008: Antique gold (met The Electrix)